# Pernille Blume
Pernille Blume (Herlev, 14 de mayo de 1994) es una deportista danesa que compitió en natación, especialista en el estilo libre.
Participó en tres Juegos Olímpicos de Verano, entre los años 2012 y 2020, obteniendo tres medallas, dos en Río de Janeiro 2016, oro en 50 m libre y bronce en 4 × 100 m estilos, y bronce en Tokio 2020, en 50 m libre.
Ganó una medalla de bronce en el Campeonato Mundial de Natación de 2017 y cinco medallas en el Campeonato Mundial de Natación en Piscina Corta, en los años 2012 y 2014.
Además, obtuvo cinco medallas en el Campeonato Europeo de Natación entre los años 2014 y 2021, y trece medallas en el Campeonato Europeo de Natación en Piscina Corta entre los años 2011 y 2019.
En 2021 participó en el concurso de televisión de TV 2 Vild med dans, versión danesa del programa Bailando con las estrellas.

## Palmarés internacional
| Juegos Olímpicos                    | Juegos Olímpicos        | Juegos Olímpicos  | Juegos Olímpicos       |
| Año                                 | Lugar                   | Medalla           | Prueba                 |
| ----------------------------------- | ----------------------- | ----------------- | ---------------------- |
| 2016                                | Río de Janeiro (Brasil) | Medalla de oro    | 50 m libre             |
| 2016                                | Río de Janeiro (Brasil) | Medalla de bronce | 4 × 100 m estilos      |
| 2020                                | Tokio (Japón)           | Medalla de bronce | 50 m libre             |
| Campeonato Mundial                  |                         |                   |                        |
| Año                                 | Lugar                   | Medalla           | Prueba                 |
| 2017                                | Budapest (Hungría)      | Medalla de bronce | 100 m libre            |
| Campeonato Mundial en Piscina Corta |                         |                   |                        |
| Año                                 | Lugar                   | Medalla           | Prueba                 |
| 2012                                | Estambul (Turquía)      | Medalla de oro    | 4 × 100 m estilos      |
| 2012                                | Estambul (Turquía)      | Medalla de bronce | 4 × 100 m libre        |
| 2014                                | Doha (Catar)            | Medalla de oro    | 4 × 50 m estilos       |
| 2014                                | Doha (Catar)            | Medalla de oro    | 4 × 100 m estilos      |
| 2014                                | Doha (Catar)            | Medalla de bronce | 4 × 50 m libre         |
| Campeonato Europeo                  |                         |                   |                        |
| Año                                 | Lugar                   | Medalla           | Prueba                 |
| 2014                                | Berlín (Alemania)       | Medalla de oro    | 4 × 100 m estilos      |
| 2018                                | Glasgow (Reino Unido)   | Medalla de plata  | 50 m libre             |
| 2018                                | Glasgow (Reino Unido)   | Medalla de plata  | 4 × 100 m estilos      |
| 2018                                | Glasgow (Reino Unido)   | Medalla de bronce | 4 × 100 m libre        |
| 2021                                | Budapest (Hungría)      | Medalla de plata  | 50 m libre             |
| Campeonato Europeo en Piscina Corta |                         |                   |                        |
| Año                                 | Lugar                   | Medalla           | Prueba                 |
| 2011                                | Szczecin (Polonia)      | Medalla de oro    | 4 × 50 m estilos       |
| 2011                                | Szczecin (Polonia)      | Medalla de plata  | 4 × 50 m libre         |
| 2012                                | Chartres (Francia)      | Medalla de oro    | 4 × 50 m libre         |
| 2012                                | Chartres (Francia)      | Medalla de oro    | 4 × 50 m estilos       |
| 2013                                | Herning (Dinamarca)     | Medalla de oro    | 4 × 50 m libre         |
| 2013                                | Herning (Dinamarca)     | Medalla de oro    | 4 × 50 m estilos       |
| 2017                                | Copenhague (Dinamarca)  | Medalla de plata  | 4 × 50 m estilos       |
| 2017                                | Copenhague (Dinamarca)  | Medalla de bronce | 50 m libre             |
| 2017                                | Copenhague (Dinamarca)  | Medalla de bronce | 100 m libre            |
| 2017                                | Copenhague (Dinamarca)  | Medalla de bronce | 4 × 50 m libre         |
| 2019                                | Glasgow (Reino Unido)   | Medalla de bronce | 50 m libre             |
| 2019                                | Glasgow (Reino Unido)   | Medalla de bronce | 4 × 50 m libre         |
| 2019                                | Glasgow (Reino Unido)   | Medalla de bronce | 4 × 50 m estilos mixto |